# Sangre Grande Regional Complex
Sangre Grande Regional Complex – wielofunkcyjny stadion, który znajduje się w mieście Sangre Grande, w Trynidadzie i Tobago. Może pomieścić 7.000 osób. Aktualnie swoje mecze rozgrywa na nim piłkarska drużyna North East Stars.